# La mia amica immaginaria
La mia amica immaginaria (Imaginary Playmate) è un film per la televisione statunitense del 2006 diretto da Christina Callagher.

## Trama
Suzanne e la figliastra Molly traslocano, sperando di poter ricominciare una nuova vita dopo la morte della madre naturale della bambina. Molly si crea un'amica immaginaria di nome Candace e Suzanne pensa che il suo modo per cercare di superare il lutto. Ma il comportamento della bambina si fa sempre più strano.